# Arsenal FC in het seizoen 2021/22
Dit artikel beschrijft de prestaties van de Engelse voetbalclub Arsenal FC in het seizoen 2021–2022.

## Resultaten
Een overzicht van de competities waaraan Arsenal dit seizoen deelneemt.
| Premier League | FA Cup      | League Cup   |
| -------------- | ----------- | ------------ |
|                |             |              |
| 5e plaats      | Derde ronde | Halve finale |

## Selectie
| Nr            | Naam                 | Nationaliteit | Geboortedatum | Sinds | Vorige club              |
| ------------- | -------------------- | ------------- | ------------- | ----- | ------------------------ |
| Keepers       |                      |               |               |       |                          |
| 1             | Bernd Leno           | Duitsland     | 04-03-1992    | 2018  | Bayer Leverkusen         |
| 32            | Aaron Ramsdale       | Engeland      | 14-05-1998    | 2021  | Sheffield United         |
| 33            | Arthur Okonkwo       | Engeland      | 09-09-2001    | 2010  | Eigen Jeugd              |
| Verdedigers   |                      |               |               |       |                          |
| 3             | Kieran Tierney       | Schotland     | 05-06-1997    | 2019  | Celtic FC                |
| 4             | Ben White            | Engeland      | 08-10-1997    | 2021  | Brighton & Hove Albion   |
| 6             | Gabriel Magalhães    | Brazilië      | 19-12-1997    | 2020  | Lille OSC                |
| 16            | Rob Holding          | Engeland      | 12-09-1995    | 2016  | Bolton Wanderers         |
| 17            | Cédric Soares        | Portugal      | 31-08-1991    | 2020  | Southampton FC           |
| 18            | Takehiro Tomiyasu    | Japan         | 05-11-1998    | 2021  | Bologna                  |
| 20            | Nuno Tavares         | Portugal      | 26-01-2000    | 2021  | Benfica                  |
| Middenvelders |                      |               |               |       |                          |
| 5             | Thomas Partey        | Ghana         | 13-06-1993    | 2020  | Atlético Madrid          |
| 7             | Bukayo Saka          | Engeland      | 05-09-2001    | 2008  | Eigen Jeugd              |
| 8             | Martin Ødegaard      | Noorwegen     | 17-10-1998    | 2021  | Real Madrid              |
| 10            | Emile Smith Rowe     | Engeland      | 28-07-2000    | 2010  | Eigen Jeugd              |
| 23            | Albert Sambi Lokonga | België        | 22-10-1999    | 2021  | RSC Anderlecht           |
| 25            | Mohamed Elneny       | Egypte        | 11-07-1992    | 2016  | FC Basel                 |
| 34            | Granit Xhaka         | Zwitserland   | 27-09-1992    | 2016  | Borussia Mönchengladbach |
| Aanvallers    |                      |               |               |       |                          |
| 9             | Alexandre Lacazette  | Frankrijk     | 28-05-1991    | 2017  | Olympique Lyon           |
| 19            | Nicolas Pépé         | Ivoorkust     | 29-05-1995    | 2019  | Lille OSC                |
| 30            | Eddie Nketiah        | Engeland      | 30-05-1999    | 2015  | Eigen Jeugd              |
| 35            | Gabriel Martinelli   | Brazilië      | 18-06-2001    | 2019  | Ituano FC                |

- = Aanvoerder

| Functie         | Naam               | Nationaliteit |
| --------------- | ------------------ | ------------- |
| Coach           | Mikel Arteta       | Spanje        |
| Assistent-coach | Steve Round        | Engeland      |
| Assistent-coach | Albert Stuivenberg | Nederland     |
| Keeperstrainer  | Iñaki Caña         | Spanje        |

## Transfers

### Zomer

#### Transfers
| Naam                 | Nationaliteit    | Van/naar               | Prijs         |
| -------------------- | ---------------- | ---------------------- | ------------- |
| Inkomend             |                  |                        |               |
| Nuno Tavares         | Portugal         | Benfica                | € 8.000.000   |
| Albert Sambi Lokonga | België           | RSC Anderlecht         | € 17.500.000  |
| Ben White            | Engeland         | Brighton & Hove Albion | € 58.500.000  |
| Martin Ødegaard      | Noorwegen        | Real Madrid            | € 35.000.000  |
| Aaron Ramsdale       | Engeland         | Sheffield United       | € 28.000.000  |
| Takehiro Tomiyasu    | Japan            | Bologna                | € 18.600.000  |
| TOTAAL UITGAVEN:     | TOTAAL UITGAVEN: | TOTAAL UITGAVEN:       | € 165.600.000 |
| Uitgaand             |                  |                        |               |
| David Luiz           | Brazilië         | Flamengo               | transfervrij  |
| Joe Willock          | Engeland         | Newcastle United       | € 29.400.000  |
| Willian              | Brazilië         | Corinthians            | transfervrij  |
| TOTAAL INKOMEN:      | TOTAAL INKOMEN:  | TOTAAL INKOMEN:        | € 29.400.000  |

#### Gehuurde spelers
| Naam | Nationaliteit | Club | Begin huur | Einde huur |
| ---- | ------------- | ---- | ---------- | ---------- |

#### Verhuurde spelers
| Naam                    | Nationaliteit | Club                | Begin huur | Einde huur |
| ----------------------- | ------------- | ------------------- | ---------- | ---------- |
| Konstantinos Mavropanos | Griekenland   | VfB Stuttgart       | zomer 2021 | zomer 2022 |
| Mattéo Guendouzi        | Frankrijk     | Olympique Marseille | zomer 2021 | zomer 2022 |
| William Saliba          | Frankrijk     | Olympique Marseille | zomer 2021 | zomer 2022 |
| Lucas Torreira          | Uruguay       | Fiorentina          | zomer 2021 | zomer 2022 |
| Reiss Nelson            | Engeland      | Feyenoord           | zomer 2021 | zomer 2022 |
| Rúnar Alex Rúnarsson    | IJsland       | OH Leuven           | zomer 2021 | zomer 2022 |
| Héctor Bellerín         | Spanje        | Real Betis          | zomer 2021 | zomer 2022 |

### Winter

#### Transfers
| Naam                      | Nationaliteit         | Van/naar            | Prijs        |
| ------------------------- | --------------------- | ------------------- | ------------ |
| Inkomend                  |                       |                     |              |
| Auston Trusty             | Verenigde Staten      | Colorado Rapids     | € 1.820.000  |
| TOTAAL UITGAVEN:          | TOTAAL UITGAVEN:      | TOTAAL UITGAVEN:    | € 1.820.000  |
| Uitgaand                  |                       |                     |              |
| Sead Kolasinac            | Bosnië en Herzegovina | Olympique Marseille | transfervrij |
| Calum Chambers            | Engeland              | Aston Villa         | transfervrij |
| Pierre-Emerick Aubameyang | Gabon                 | FC Barcelona        | transfervrij |
| TOTAAL INKOMEN:           | TOTAAL INKOMEN:       | TOTAAL INKOMEN:     | € 0.000.000  |

#### Gehuurde spelers
| Naam | Nationaliteit | Club | Begin huur | Einde huur |
| ---- | ------------- | ---- | ---------- | ---------- |

#### Verhuurde spelers
| Naam                   | Nationaliteit    | Club            | Begin huur  | Einde huur |
| ---------------------- | ---------------- | --------------- | ----------- | ---------- |
| Ainsley Maitland-Niles | Engeland         | AS Roma         | winter 2022 | zomer 2022 |
| Folarin Balogun        | Engeland         | Middlesbrough   | winter 2022 | zomer 2022 |
| Pablo Marí             | Spanje           | Udinese         | winter 2022 | zomer 2022 |
| Auston Trusty          | Verenigde Staten | Colorado Rapids | winter 2022 | zomer 2022 |

## Uitrustingen
Shirtsponsor(s): Emirates Fly Better

Sportmerk: adidas
| Thuis | Uit | Alternatief |

## Wedstrijden

### Premier League
| #  | Datum      | Thuis/Uit | Tegenstander            | Score | Doelpuntenmaker(s) Arsenal                     |
| -- | ---------- | --------- | ----------------------- | ----- | ---------------------------------------------- |
| 1  | 2021-08-13 | Uit       | Brentford               | 2-0   |                                                |
| 2  | 2021-08-22 | Thuis     | Chelsea                 | 0-2   |                                                |
| 3  | 2021-08-28 | Uit       | Manchester City         | 5-0   |                                                |
| 4  | 2021-09-11 | Thuis     | Norwich City            | 1-0   | Aubameyang                                     |
| 5  | 2021-09-18 | Uit       | Burnley                 | 0-1   | Ødegaard                                       |
| 6  | 2021-09-26 | Thuis     | Tottenham Hotspur       | 3-1   | Smith Rowe, Aubameyang, Saka                   |
| 7  | 2021-10-02 | Uit       | Brighton & Hove Albion  | 0-0   |                                                |
| 8  | 2021-10-18 | Thuis     | Crystal Palace          | 2-2   | Aubameyang, Lacazette                          |
| 9  | 2021-10-22 | Thuis     | Aston Villa             | 3-1   | Partey, Aubameyang, Smith Rowe                 |
| 10 | 2021-10-30 | Uit       | Leicester City          | 0-2   | Gabriel, Smith Rowe                            |
| 11 | 2021-11-07 | Thuis     | Watford                 | 1-0   | Smith Rowe                                     |
| 12 | 2021-11-20 | Uit       | Liverpool               | 4-0   |                                                |
| 13 | 2021-11-27 | Thuis     | Newcastle United        | 2-0   | Saka, Martinelli                               |
| 14 | 2021-12-02 | Uit       | Manchester United       | 3-2   | Smith Rowe, Ødegaard                           |
| 15 | 2021-12-06 | Uit       | Everton                 | 2-1   | Ødegaard                                       |
| 16 | 2021-12-11 | Thuis     | Southampton             | 3-0   | Lacazette, Ødegaard, Gabriel                   |
| 17 | 2021-12-15 | Thuis     | West Ham United         | 2-0   | Martinelli, Smith Rowe                         |
| 18 | 2021-12-18 | Uit       | Leeds United            | 1-4   | Martinelli (2x), Saka, Smith Rowe              |
| 19 | 2021-12-26 | Uit       | Norwich City            | 0-5   | Saka (2x), Tierney, Lacazette, Smith Rowe      |
| 20 | 2022-01-01 | Thuis     | Manchester City         | 1-2   | Saka                                           |
| 21 | 2022-01-22 | Thuis     | Burnley                 | 0-0   |                                                |
| 22 | 2022-02-10 | Uit       | Wolverhampton Wanderers | 0-1   | Gabriel                                        |
| 23 | 2022-02-19 | Thuis     | Brentford               | 2-1   | Smith Rowe, Saka                               |
| 24 | 2022-02-24 | Thuis     | Wolverhampton Wanderers | 2-1   | Pépé, Sá (ed.)                                 |
| 25 | 2022-03-06 | Uit       | Watford                 | 2-3   | Ødegaard, Saka, Martinelli                     |
| 26 | 2022-03-13 | Thuis     | Leicester City          | 2-0   | Partey, Lacazette                              |
| 27 | 2022-03-16 | Thuis     | Liverpool               | 0-2   |                                                |
| 28 | 2022-03-19 | Uit       | Aston Villa             | 0-1   | Saka                                           |
| 29 | 2022-04-04 | Uit       | Crystal Palace          | 3-0   |                                                |
| 30 | 2022-04-09 | Thuis     | Brighton & Hove Albion  | 1-2   | Ødegaard                                       |
| 31 | 2022-04-16 | Uit       | Southampton             | 1-0   |                                                |
| 32 | 2022-04-20 | Uit       | Chelsea                 | 2-4   | Nketiah (2x), Smith Rowe, Saka                 |
| 33 | 2022-04-23 | Thuis     | Manchester United       | 3-1   | Tavares, Saka, Xhaka                           |
| 34 | 2022-05-01 | Uit       | West Ham United         | 1-2   | Holding, Gabriel                               |
| 35 | 2022-05-08 | Thuis     | Leeds United            | 2-1   | Nketiah (2x)                                   |
| 36 | 2022-05-12 | Uit       | Tottenham Hotspur       | 3-0   |                                                |
| 37 | 2022-05-16 | Uit       | Newcastle United        | 2-0   |                                                |
| 38 | 2022-05-22 | Thuis     | Everton                 | 5-1   | Martinelli, Nketiah, Cédric, Gabriel, Ødegaard |

### FA Cup
| Ronde       | Datum      | Thuis/Uit | Tegenstander      | Score | Doelpuntenmaker(s) Arsenal |
| ----------- | ---------- | --------- | ----------------- | ----- | -------------------------- |
| Derde ronde | 2022-01-09 | Uit       | Nottingham Forest | 1-0   |                            |

### League Cup
| Ronde                | Datum      | Thuis/Uit | Tegenstander         | Score | Doelpuntenmaker(s) Arsenal             |
| -------------------- | ---------- | --------- | -------------------- | ----- | -------------------------------------- |
| Tweede ronde         | 2021-08-25 | Uit       | West Bromwich Albion | 0-6   | Aubameyang (3x), Pépé, Saka, Lacazette |
| Derde ronde          | 2021-09-22 | Thuis     | AFC Wimbledon        | 3-0   | Lacazette, Smith Rowe, Nketiah         |
| Vierde ronde         | 2021-10-26 | Thuis     | Leeds United         | 2-0   | Chambers, Nketiah                      |
| Kwartfinale          | 2021-12-21 | Thuis     | Sunderland           | 5-1   | Nketiah (3x), Pépé, Patino             |
| Halve finale (heen)  | 2022-01-13 | Uit       | Liverpool            | 0-0   |                                        |
| Halve finale (terug) | 2022-01-20 | Thuis     | Liverpool            | 0-2   |                                        |

1992/93 · 1993/94 · 1994/95 · 1995/96 · 1996/97 · 1997/98 · 1998/99 · 1999/2000 · 2000/01 · 2001/02 · 2002/03 · 2003/04 · 2004/05 · 2005/06 · 2006/07 · 2007/08 · 2008/09 · 2009/10 · 2010/11 · 2011/12 · 2012/13 · 2013/14 · 2014/15 · 2015/16 · 2016/17 · 2017/18 · 2018/19 · 2019/20 · 2020/21 · 2021/22 · 2022/23 · 2023/24 · 2024/25